# Iedera de Sus, Dâmbovița
Iedera de Sus este un sat în comuna Iedera din județul Dâmbovița, Muntenia, România.
 Acest articol despre o localitate din județul Dâmbovița este deocamdată un ciot. Puteți ajuta Wikipedia prin completarea lui.